# Gunnar Skoglund
Gunnar Skoglund, född 2 september 1899 i Adolf Fredriks församling i Stockholm, död 21 september 1983 i Torö församling i  Nynäshamns kommun, var en svensk skådespelare, manusförfattare och regissör.

## Biografi
Efter studentexamen vid Norra Real 1919 studerade Skoglund vid Stockholms högskola 1919–1921. Samtidigt skrev han 1919–1924 för Idrottsbladet under signaturen Sim Simson. Han deltog som student i de av Per Lindberg uppsatta studentteaterföreställningarna Tobie comedia och Tisbe. 1924–1926 var han assistent och sekreterare vid den av Lindberg ledda Konserthusteatern. 1926–1927 var han sekreterare åt Ernst Rolf, och 1929–1932 knuten till Radiotjänsts teateravdelning.
Han spelade teater under namnet Erik Torstensson.
För tidningen Idrottsbladets räkning hade han bevakat sommarolympiaderna 1920 och 1924, och när han skildrat olympiadmännens hemkomst 1932 för SF-journalen fick han arbete där. Han är mest känd för sin smattrande speakerröst till SF-journalen. 
Skoglund filmdebuterade 1928 i Gustaf Edgrens Svarte Rudolf, regidebuten kom 1929 med kortfilmen Finurliga Fridolf. 
Vid sidan av filmen satte han upp flera pjäser på Vasateatern och Norrköpings stadsteater. 
Han var 1929–1943 gift med skådespelerskan Signhild Björkman (1906–1994) och från 1944 till sin död med skådespelerskan Bibi Lindkvist (1923–2016). Han var farbror till skådespelaren Rolf Skoglund.

## Filmografi

### Regi (urval)
- 1929 – Finurliga Fridolf
- 1932 – Landskamp
- 1935 – Vandring i våren
- 1936 – Vår randade väg
- 1937 – Katt över vägen
- 1938 – Fram för framgång
- 1939 – I deklarationstider
- 1940 – Man och kvinna
- 1941 – En kvinna ombord
- 1942 – Vårat gäng
- 1943 – En vår i vapen
- 1947 – Konsten att älska
- 1953 – Vägen till Klockrike
- 1954 – Ung man söker sällskap
- 1955 – Sista ringen
- 1956 – Blånande hav
- 1959 – För katten

### Manus (urval)
- 1932 – Landskamp
- 1933 – Pettersson & Bendel
- 1938 – Fram för framgång
- 1940 – Man och kvinna
- 1941 – En kvinna ombord
- 1942 – Vårat gäng
- 1943 – En vår i vapen
- 1947 – Konsten att älska
- 1955 – Sista ringen
- 1959 – För katten

### Roller (urval)
- 1928 – Svarte Rudolf
- 1932 – Vi som går köksvägen
- 1935 – Vandring i våren
- 1936 – Vår randade väg
- 1937 – Katt över vägen
- 1942 – Vårat gäng
- 1962 – Den gula bilen

## Teater

### Regi
| År   | Produktion                              | Upphovsmän                                 | Teater                           |
| ---- | --------------------------------------- | ------------------------------------------ | -------------------------------- |
| 1944 | Det var nära ögat The skin of our teeth | Thornton Wilder                            | Vasateatern                      |
| 1944 | Dödsdansen                              | August Strindberg                          | Vasateatern                      |
| 1947 | Den heliga familjen                     | Rudolf Värnlund                            | Norrköping-Linköping stadsteater |
| 1949 | Maskerad                                | Ludvig Holberg                             | Vasateatern                      |
| 1950 | U39                                     | Rudolf Värnlund                            | Norrköping-Linköping stadsteater |
| 1950 | Kungen dansar                           | Staffan Tjerneld                           | Vadstena slott                   |
| 1951 | Premiär nästa måndag On Monday next     | Philip King Översättning Eva Tisell        | Norrköping-Linköping stadsteater |
| 1954 | Värmlänningarna                         | Fredrik August Dahlgren och Andreas Randel | Skansens friluftsteater          |

## Radioteater

### Regi
| År   | Produktion            | Upphovsmän          |
| ---- | --------------------- | ------------------- |
| 1943 | Mollusken The Mollusc | Hubert Henry Davies |